# Parque Santander (Leticia)
El parque Santander es un parque público situado en la ciudad de Leticia, al sureste de Colombia. Su principal atractivo es estar rodeado de vegetación endémica de la amazonia, lo que convierte al parque en una reserva de aves brotogeris. Se ubica en la carretera 11 en frente del río Amazonas.

## Historia
Fue construido por la Ley 114 del 23 de diciembre de 1940 con el nombre de Plaza Orellana, para conmemorar el IV centenario del descubrimiento del río Amazonas por parte del español Francisco de Orellana en 1542. El Congreso de la República de Colombia expresó lo siguiente:

Una plaza o avenida de la ciudad de Leticia, capital de la Intendencia Nacional del Amazonas, llevará el nombre de Orellana y en ella se erigirá un busto en bronce del conquistador".

Se ordenó que alrededor de la nueva plaza debían estar todas las entidades de carácter administrativo, religioso, militar y financiero de Leticia. En la década de 1940 por motivo de la conmemoración del primer centenario de la muerte de Francisco de Paula Santander, militar que participó en el proceso de la independencia colombiana, en tiempos posteriores se realizó modificaciones al parque así como su cambio de nombre oficial a Santander pues el nombre Orellana había caído en desuso.

## Descripción
Santander es el principal parque urbano de Leticia, se encuentra cerca de la Catedral de Nuestra Señora de la Paz, cuenta con varios senderos peatonales, en su interior hay un espejo de agua con especímenes de victorias regias y diversas estatuas dedicadas a los pueblos indígenas y a Francisco de Paula Santander.
En sus alrededores vendedores ambulantes ofrecen comida callejera local amazónica y asiática, también en el corazón del parque hay una concha acústica para encuentros culturales internacionales entre Brasil, Colombia y Perú.
Santander cuenta con una pequeña biblioteca móvil, ocho de las repartidas en toda Leticia del proyecto BiblioVan. El Ministerio de Salud y Protección Social y el Instituto Colombiano de Bienestar Familiar realizan campañas de prevención y cuidado en la salud pública en el parque.

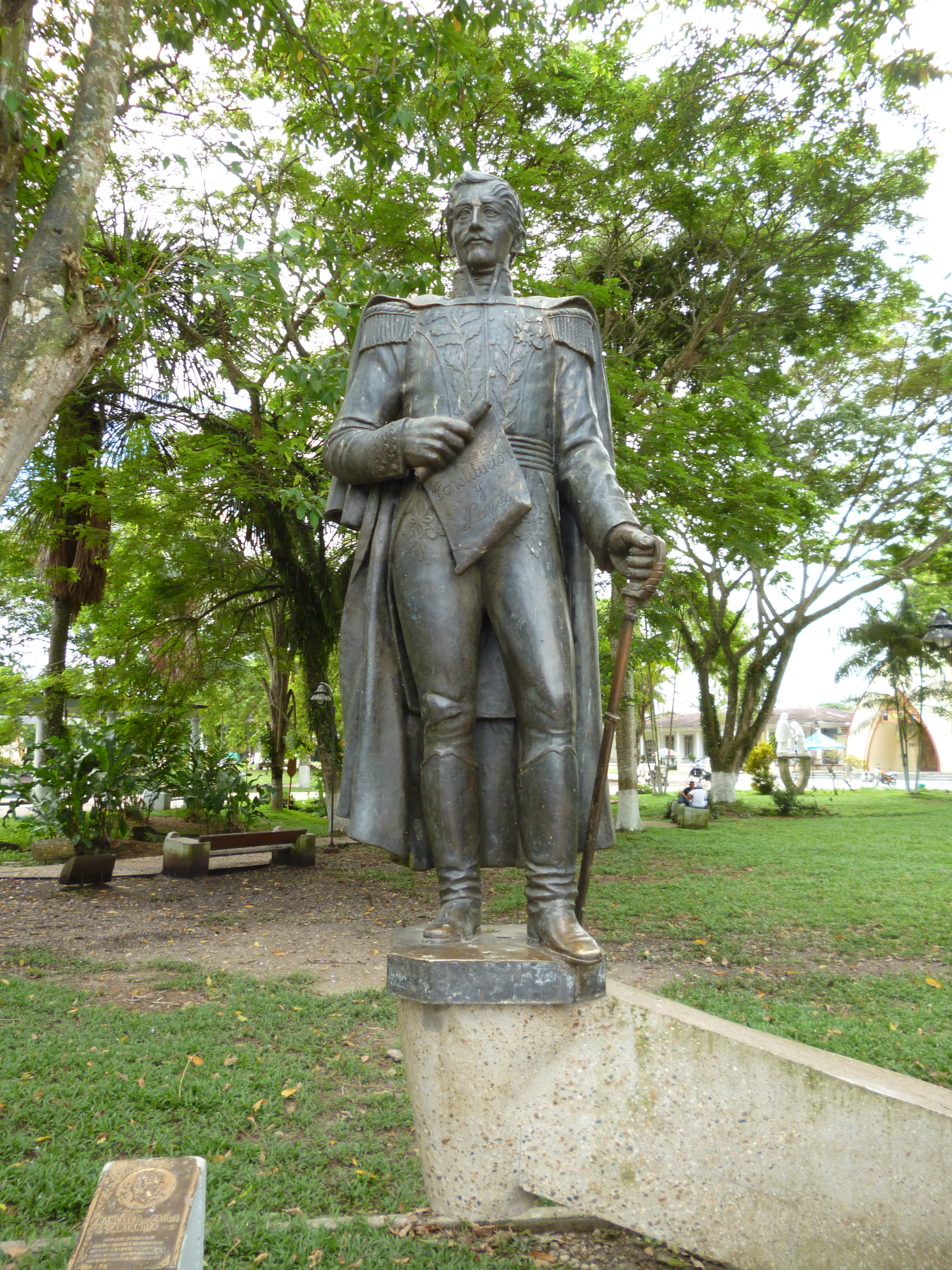
Estatua de Francisco de Paula Santander

## Flora y Fauna
El parque carece de la presencia de palomas, en su lugar tiene a catitas que suelen sobrevolar el parque en horas de la tarde.